# Den Offentlige Sygesikring
Den Offentlige Sygesikring dækker alle borgere i Danmark.
I Danmark er alle borgere dækket af den offentlige sygesikring via det gule sygesikringskort, og man har dermed ret til gratis læge- og hospitalshjælp. Sygesikringskortet gælder i Danmark og i forbindelse med ferie- og studierejser i Europa i op til én måned. Sygesikringen dækker ikke længere hjemtransport i tilfælde af opstået sygdom i opholdslandet.